# Août 1892

## Événements
- 1er août : Création de la préfecture apostolique de Cimbébasie Inférieure

- 15 août : début du ministère libéral de William Gladstone, Premier ministre du Royaume-Uni (fin en 1894).
- 17 août : convention militaire franco-russe (fin en 1917). L’accord prévoit la mobilisation des deux partenaires en cas de mobilisation d’un des membres de la Triplice, et en cas d’agression l’intervention immédiate des troupes. Les signataires s’engagent à ne pas signer de paix séparée.

## Naissances
- 1er août : 
  - Bert Sas (mort le 20 octobre 1948), attaché militaire néerlandais
  - Constant Burniaux (mort le 9 février 1975), écrivain belge
  - Kin Narita et Gin Kanie (mortes 23 janvier 2000 et 28 février 2001), centenaires japonaises

- 2 août : Jack Warner, producteur.
- 5 août : Valentine Tessier, comédienne française († 11 août 1981).
- 9 août : Shiyali Ramamrita Ranganathan, mathématicien et bibliothécaire indien († 27 septembre 1972).
- 15 août : Louis de Broglie, physicien français († 19 mars 1987).
- 18 août : Harold Foster, dessinateur de bande dessinée.

## Décès
- 25 août : Émile Taillebois, archéologue et numismate français (° 18 avril 1841).
- 31 août : George William Curtis, écrivain et journaliste américain (° 24 février 1824).